# Túnel de Bárbula
El túnel de Bárbula (también llamado Túnel de Naguanagua) es un túnel para ferrocarriles del Sistema ferroviario central de Venezuela (sub-tramo A2 del Sistema Central Ezequiel Zamora II), específicamente en el tramo Puerto Cabello - La Encrucijada, entre Las Trincheras y Naguanagua en el Estado Carabobo, al centro norte de Venezuela.
Se trata del túnel ferroviario más largo de Venezuela con 7,8 kilómetros de longitud. Debido a su tamaño y magnitud la obra se dividió en tres fases Bárbula I, II y III.